# Georgia Engel
Georgia Bright Engel (* 28. Juli 1948 in Washington, D.C.; † 12. April 2019 in Princeton, New Jersey) war eine US-amerikanische Schauspielerin.

## Leben
Georgia Engel studierte an der University of Hawaii in Manoa. Ihre Schwester Robin Ruth Engel war Miss Hawaii 1967.
Kurz nach ihrem Filmdebüt wurde Georgia Engel für die Fernsehserie Mary Tyler Moore engagiert. Die Rolle der Georgette Franklin machte die Schauspielerin beim amerikanischen Publikum sehr schnell als „blondes Dummchen“ bekannt. Diese Figur prägte sie sehr und sie war nach dem Ende von Mary Tyler Moore noch in einigen weiteren Serien in ähnlichen Rollen zu sehen. 
Im 21. Jahrhundert war die Schauspielerin verstärkt auf der Bühne zu sehen. 2006 spielte sie am Broadway in dem Musical The Drowsy Chaperone. Sie spielte die Rolle der Mrs. Tottendale ein Jahr lang am Broadway und war auch in den Produktionen in Toronto und San Francisco.
Zudem war sie in 2 Episoden der Erfolgsserie Two and a Half Men zu sehen. Ab 2012 spielte sie sporadisch in Folgen der Sitcom Hot in Cleveland erneut an der Seite ihrer früheren Mary Tyler Moore-Kollegin Betty White.

## Auszeichnungen
Georgia Engel wurde fünf Mal für den Emmy nominiert, ein Mal für ihre Rolle in Mary Tyler Moore und vier Mal für ihre Leistung in Alle lieben Raymond.

## Filmografie
- 1971: Taking Off
- 1972: Brutale Schatten (Un homme est mort)
- 1972–1977: Mary Tyler Moore (Fernsehserie, 56 Folgen)
- 1974: Rhoda (Fernsehserie, zwei Folgen)
- 1977–1978: The Betty White Show (Fernsehserie, 14 Folgen)
- 1977–1982: Love Boat (The Love Boat, Fernsehserie, vier Folgen)
- 1978: A Love Affair: The Eleanor and Lou Gehrig Story (Fernsehfilm)
- 1978–1983: Fantasy Island (Fernsehserie, fünf Folgen)
- 1979: Mork vom Ork (Mork & Mindy, Fernsehserie, zwei Folgen)
- 1980: The Associates (Fernsehserie, eine Folge)
- 1980: Goodtime Girls (Fernsehserie, 13 Folgen)
- 1980: The Day the Women Got Even (Fernsehfilm)
- 1981: CBS Library (Fernsehserie, eine Folge)
- 1981: Creole (Kurzfilm)
- 1983: The Special Magic of Herself the Elf (Fernsehfilm)
- 1983–1984: Jennifer Slept Here (Fernsehserie, 13 Folgen)
- 1985: Der Glücksbärchifilm (The Care Bears Movie, Stimme)
- 1985: Papa Was a Preacher
- 1989: Signs of Life
- 1991–1997: Mit Herz und Scherz (Coach, Fernsehserie, 17 Folgen)
- 1992: Hi Honey, I’m Home (Fernsehserie, eine Folge)
- 1998: Die lieben Kollegen (Working, Fernsehserie, eine Folge)
- 1998: Hercules (Fernsehserie, eine Folge)
- 2000: Hey Arnold! (Fernsehserie, eine Folge, Stimme)
- 2001: Dr. Dolittle 2 (Stimme)
- 2002: Super süß und super sexy (The Sweetest Thing)
- 2003–2005: Alle lieben Raymond (Everybody Loves Raymond, Fernsehserie, 14 Folgen)
- 2006: Jagdfieber (Open Season, Stimme)
- 2006: Boog & Elliot’s Midnight Bun Run (Kurzvideo, Stimme)
- 2007: Nunsensations
- 2007: Passions (Fernsehserie, vier Folgen)
- 2007: The Beast (Fernsehfilm)
- 2008: Jagdfieber 2 (Open Season 2, Stimme)
- 2010: Jagdfieber 3 (Open Season 3, Stimme)
- 2011: Family Album (Fernsehfilm)
- 2012: Das Büro (The Office, Fernsehserie, drei Folgen)
- 2012: Unsupervised (Fernsehserie, eine Folge)
- 2012: Two and a Half Men (Fernsehserie, zwei Folgen)
- 2012–2014: Hot in Cleveland (Fernsehserie, 13 Folgen)
- 2013: Kindsköpfe 2 (Grown Ups 2)
- 2017: Groomzilla (Fernsehfilm)